# Магнітна сприйнятливість
Магнітна сприйнятливість (найчастіше позначається {\displaystyle \chi _{m}}) — фізична величина, що характеризує здатність речовини намагнічуватись під дією зовнішнього магнітного поля:
{\displaystyle \mathbf {M} =\chi _{m}\mathbf {H} }
де
{\displaystyle \mathbf {H} } — вектор напруженості магнітного поля;
{\displaystyle \mathbf {M} } — вектор намагніченості середовища.
(Наведена формула справедлива лише у випадку статичного (постійного у часі) магнітного поля у середовищах, що не мають властивості магнітного гістерезису).
Залежно від значення магнітної сприйнятливості речовини класифікуються так:
При {\displaystyle \chi _{m}<0} — речовина є діамагнетиком: При {\displaystyle \chi _{m}>0} — речовина є парамагнетиком: При {\displaystyle \chi _{m}\gg 1} — речовина є феромагнетиком.
Магнітна сприйнятливість пов'язана з магнітною проникністю {\displaystyle \mu _{r}}:
{\displaystyle \mu _{r}=1+\chi _{m}} (Міжнародна система величин (ISQ)).
В анізотропних середовищах магнітна сприйнятливість є тензорною величиною, внаслідок чого вектори напруженості магнітного поля та намагніченості середовища можуть бути неколінеарними.
У випадку феромагнетиків магнітна сприйнятливість велика, але визначена неоднозначно, бо залежить від передісторії намагнічення зразка.
| Матіріал | {\displaystyle \chi _{m}} | Tк      |
| -------- | ------------------------- | ------- |
| вакуум   | 0                         |         |
| вода     | -1.2·10−5                 |         |
| Bi       | -16.6·10−5                |         |
| C        | -2.1·10−5                 |         |
| O2       | 0.19·10−5                 |         |
| Al       | 2.2·10−5                  |         |
| Fe       | 200                       | 774 °C  |
| Co       | 70                        | 1131 °C |
| Ni       | 110                       | 354 °C  |

Розрізняють питому магнітну сприйнятливість (віднесену до 1 г) та молярну (віднесену до 1 моль). У парамагнетиків та діамагнетиків вона є малою, до того ж у діамагнетиків від'ємною, у феромагнетиків може бути великою. У парамагнетиків, що мають частинки з неспареними електронами (радикали) буде тим більшою, чим більшим є вміст таких частинок.
Об'ємна магнітна сприйнятливість κ дорівнює відношенню намагніченості тіла J до напруженості магнітного поля Н, у якому знаходиться це тіло:
κ = J /Н.
Питома магнітна сприйнятливість χ — об'ємна магнітна сприйнятливість одиниці маси тіла:
χ = κ / δ ,
де δ — густина тіла, кг/м3.